# تلفزيون فوجي
تلفزيون فوجي أو شبكة فوجي للتلفزة (باليابانية:株式会社ウジテレビジョン) والمعروفة أيضا باسم (ウジ テレビ فوجي Terebi) أو CX، استنادا إلى العلامة نداء المحطة "JOCX-DTV"، وهي قناة يابانية خاصة تبث برامج منوعة مقرها في حي ديبا،ببلدية ميناتو،في طوكيو، وتعتبر المحطة الرئيسية لشبكة أخبار فوجي (FNN) ونظام شبكة فوجي.

## وصلات خارجية
- الموقع الرسمي